# Neomordellistena anticegilvifrons
Neomordellistena anticegilvifrons es una especie de coleóptero de la familia Mordellidae.

## Distribución geográfica
Habita en la República del Congo.